# ノーシャールル・イドラン・タラハ
ノーシャールル・イドラン・タラハ（マレー語: Norshahrul Idlan Talaha、1986年6月8日 - ）は、マレーシアのサッカー選手。マレーシア代表。ポジションはFW。

## クラブ歴

### ペラFA
トレンガヌ州ベスッで生まれた彼は1歳の時にペラ州に引っ越した。同州で教育を受け、12歳の時にペラFAのプレジデンツカップチームに加入。2003年にトップチームに昇格した。トップチームでは控えの選手として起用され、リザーブチームでの出場も多かった。マレーシアU-20代表としてAFCユース選手権2004に出場しここで成功を収めると、ペラFAでもレギュラーの座を獲得した。

### ヌグリ・スンビランFA
2006年にヌグリ・スンビランFAに移籍した。

### UPBマイチームFC
2007年には新設されたUPBマイチームFCの初代メンバーとなった。初シーズンに14得点を挙げて得点王に輝くなど、重要な役割を担った。その後、同クラブが破綻するまで在籍した。

### ケランタンFA
UPBマイチームFCが破綻するとケランタンFAに移籍。移籍後初シーズンにしてクラブ得点王に輝いた。合計3シーズン在籍し、特に2012シーズンではトレブル達成に大きく貢献した。そして、最優秀フォワード賞や年間最優秀選手と云った個人賞も多く獲得した。

### ジョホール・ダルル・タクジムFC
3シーズン過ごしたケランタンFAを去って、2013年にはジョホール・ダルル・タクジムFCに加入した。この時の移籍額は明らかになっていない。2013年1月8日のパハンFA戦で初得点を挙げた。2014年のマレーシアカップ決勝戦ではPKを外す痛恨のミスをしてしまった。

### ATM FA
2014年末にジョホール・ダルル・タクジムFCとの契約が終了したため、2015シーズンはATM FAに移籍。ここではケランタンFA時代の恩師であるサチアナタン・バスカランに再開した。

### トレンガヌFA
2015年にトレンガヌFAに移籍した。

### BGパトゥム・ユナイテッドFC
2020年1月17日、タイ・リーグ1に復帰したBGパトゥム・ユナイテッドFCに移籍。33歳にして初の国外リーグ挑戦となる。

## 代表歴
AFCユース選手権2004にU-20代表として出場している。その後、2007年ムルデカ大会の際にU-23代表として選出された。A代表初出場となったのは2007年10月28日の2010 FIFAワールドカップ・アジア予選・バーレーン代表戦で、サマルディ・ハジャランとの交代で途中出場した。初得点は非公式試合であればウガンダ代表戦であり、公式試合では2009年9月11日のレソト代表戦である。
2010年11月にはラヤゴパル・クリシュナサミ監督から2010 AFFスズキカップのメンバーに選抜された。5-1で敗北したインドネシア代表戦、5-1で勝利したラオス代表戦でそれぞれ1得点を挙げ、大会合計で2得点を獲得した。この大会でマレーシアは初優勝を達成した。
2012年12月9日には2012 AFFスズキカップのタイ代表戦で得点を挙げたものの、2戦合計の結果で同国に敗れ、決勝進出とはならなかった。
ダラー・サラー監督の下行われた2014 AFFスズキカップの際にも招集され、全試合に出場したものの、再びタイ代表の前に敗れ去った。なお彼は準決勝第2試合のベトナム代表戦で1得点を獲得した。

## 個人成績

### A代表
| マレーシア代表 | マレーシア代表 | マレーシア代表 |
| 年             | 出場           | 得点           |
| -------------- | -------------- | -------------- |
| 2007           | 1              | 0              |
| 2009           | 7              | 1              |
| 2010           | 9              | 2              |
| 2011           | 4              | 0              |
| 2012           | 13             | 1              |
| 2013           | 6              | 1              |
| 2014           | 11             | 1              |
| 2015           | 1              | 0              |
| 2016           | 5              | 0              |
| 計             | 57             | 6              |

主要大会での出場経歴
| 大会                                | 出場 | 得点 | 結果       |
| ----------------------------------- | ---- | ---- | ---------- |
| 2014 FIFAワールドカップ・アジア予選 |      |      |            |
| AFCアジアカップ2011                 |      |      |            |
| 2010 AFFスズキカップ                | 7    | 2    | 優勝       |
| 2012 AFFスズキカップ                | 5    | 1    | 準決勝敗退 |
| 2014 AFFスズキカップ                | 7    | 1    | 準優勝     |

代表での得点一覧
| #  | 日附           | 場所                                           | 対戦相手     | 得点 | 結果 | 大会                    |
| -- | -------------- | ---------------------------------------------- | ------------ | ---- | ---- | ----------------------- |
| 1. | 2009年9月11日  | プタリン・ジャヤ・プタリン・ジャヤ・スタジアム | レソト       |      | 5-0  | 親善試合                |
| 2. | 2010年12月1日  | ジャカルタ・ゲロラ・ブン・カルノ・スタジアム   | インドネシア | 0-1  | 5-1  | 2010 AFFスズキカップ    |
| 3. | 2010年12月7日  | ジャカルタ・ゲロラ・ブン・カルノ・スタジアム   | ラオス       | 4-1  | 5-1  | 2010 AFFスズキカップ    |
| 4. | 2012年12月9日  | クアラルンプール・ブキット・ジャリル国立競技場 | タイ         | 1-0  | 1-1  | 2012 AFFスズキカップ    |
| 5. | 2013年10月15日 | シャー・アラム・シャー・アラム・スタジアム     | バーレーン   | 1-1  | 1-1  | AFCアジアカップ2015予選 |
| 6. | 2014年12月11日 | ハノイ・ミーディン国立競技場                   | ベトナム     | 1-2  | 2-4  | 2014 AFFスズキカップ    |

### U-23代表
主要大会での出場経歴
| 大会                               | 出場 | 得点 | 結果                 |
| ---------------------------------- | ---- | ---- | -------------------- |
| 北京オリンピックサッカーアジア予選 | 1    | 0    | 第2ラウンド敗退      |
| 2007年東南アジア競技大会           | 3    | 0    | グループステージ敗退 |
| 2009年東南アジア競技大会           | 6    | 3    | 優勝                 |
| 2010年アジア競技大会               | 4    | 2    | ベスト16             |

## タイトル

### クラブ
ケランタンFA
- マレーシアカップ: 2010, 2012
- マレーシア・スーパーリーグ: 2011, 2012
- スルタン・ハジ・アフメド・シャー・カップ: 2011

ジョホール・ダルル・タクジムFC
- マレーシア・スーパーリーグ: 2014, 2015

### 代表
- 東南アジア競技大会: 2009
- 東南アジアサッカー選手権: 2010

準優勝: 2014

### 個人
- マレーシアサッカー協会最優秀フォワード賞: 2010, 2011, 2012
- マレーシアサッカー協会最優秀選手賞: 2010, 2011, 2012